# 格奥尔基·布兰达布拉
格奥尔基·布兰达布拉（羅馬尼亞語：Gheorghe Brandabura，1913年2月23日—），罗马尼亚男子足球运动员，司职中场。他曾代表罗马尼亚国家队参加1938年国际足联世界杯，结果队伍止步十六强。